# Ecuador Open Quito 2017
Ecuador Open Quito 2017 byl tenisový turnaj mužů na profesionálním okruhu ATP World Tour, hraný v místním areálu na otevřených antukových dvorcích. Probíhal mezi 4. až 12. únorem 2017 v ekvádorské metropoli Quitu jako třetí ročník turnaje.
Řadil se do kategorie ATP World Tour 250. Do dvouhry nastoupilo dvacet osm hráčů a ve čtyřhře startovalo šestnáct párů. Celkový rozpočet činí 540 310 dolarů. Nejvýše nasazeným hráčem ve dvouhře se stal devatenáctý tenista světa Ivo Karlović z Chorvatska, jenž po volném losu podlehl dvojnásobnému obhájci titulu Víctoru Estrellovi Burgosovi. Posledním přímým účastníkem v hlavní singlové soutěži byl 137. slovenský hráč žebříčku Andrej Martin.
Dominikánec Víctor Estrella Burgos vybojoval singlový hattrick, když i potřetí triumfoval v nejvýše položeném hlavním městě světa.  Stal se tak třetím mužem otevřené éry tenisu, jenž dokázal vyhrát všechny tři úvodní ročníky turnaje ATP Tour. Navázal tím na Američana Michaela Changa z Pekingu a Rakušana Thomase Mustera z Mexico City. Deblovou soutěž vyhrál americko-rakouský pár James Cerretani a Philipp Oswald po skreči poražených finalistů v průběhu druhé sady. Dvojice získala premiérovou společnou trofej.

## Rozdělení bodů
| Soutěž  | vítězové | finalisté | semifinalisté | čtvrtfinalisté | 16 v kole | 32 v kole | Q  | Q3 | Q2 | Q1 |
| ------- | -------- | --------- | ------------- | -------------- | --------- | --------- | -- | -- | -- | -- |
| dvouhra | 250      | 150       | 90            | 45             | 20        | 0         | 12 | 6  | 0  | 0  |
| čtyřhra | 250      | 150       | 90            | 45             | 0         | —         | —  | —  | —  | —  |

### Finanční odměny
| Soutěž                              | vítězové | finalisté | semifinalisté | čtvrtfinalisté | 16 v kole | 32 v kole | Q3     | Q2     | Q1 |
| ----------------------------------- | -------- | --------- | ------------- | -------------- | --------- | --------- | ------ | ------ | -- |
| dvouhra                             | €85 945  | €45 265   | €24 520       | €13 970        | €8 230    | €4 875    | €2 195 | €1 100 | —  |
| čtyřhra                             | €26 110  | €13 730   | €7 440        | €4 260         | €2 490    | —         | —      | —      | —  |
| částka ve čtyřhře je uvedena na pár |          |           |               |                |           |           |        |        |    |

## Dvouhra mužů

### Nasazení
| Stát                          | Hráč                 | ATP | Nasazení |
| ----------------------------- | -------------------- | --- | -------- |
| Chorvatsko                    | Ivo Karlović         | 19. | 1.       |
| Španělsko                     | Albert Ramos-Viñolas | 30. | 2.       |
| Itálie                        | Paolo Lorenzi        | 43. | 3.       |
| Brazílie                      | Thomaz Bellucci      | 67. | 4.       |
| Ukrajina                      | Alexandr Dolgopolov  | 69. | 5.       |
| Argentina                     | Horacio Zeballos     | 72. | 6.       |
| Brazílie                      | Thiago Monteiro      | 86. | 7.       |
| Argentina                     | Renzo Olivo          | 88. | 8.       |
| Žebříček ATP k 30. lednu 2017 |                      |     |          |

### Jiné formy účasti
Následující hráčí obdrželi divokou kartu do hlavní soutěže:
- Emilio Gómez
- Giovanni Lapentti
- Janko Tipsarević

Následující hráči postoupili z kvalifikace:
- Roberto Carballés Baena
- Alejandro Falla
- Federico Gaio
- Agustín Velotti

### Odhlášení
před zahájením turnaje
- Pablo Carreño Busta → nahradil jej  Rajeev Ram
- Íñigo Cervantes → nahradil jej  João Souza
- Guido Pella → nahradil jej  Alessandro Giannessi
- João Sousa → nahradil jej  Andrej Martin

## Mužská čtyřhra

### Nasazení
| Stát                                                                                   | Hráč              | Stát        | Hráč             | ATP  | Nasazení |
| -------------------------------------------------------------------------------------- | ----------------- | ----------- | ---------------- | ---- | -------- |
| Mexiko                                                                                 | Santiago González | Španělsko   | David Marrero    | 95.  | 1.       |
| Chile                                                                                  | Julio Peralta     | Argentina   | Horacio Zeballos | 95.  | 2.       |
| USA                                                                                    | Nicholas Monroe   | Nový Zéland | Artem Sitak      | 102. | 3.       |
| Argentina                                                                              | Guillermo Durán   | Argentina   | Andrés Molteni   | 111. | 4.       |
| Žebříček ATP k 30. lednu 2017; číslo je součtem žebříčkového postavení obou členů páru |                   |             |                  |      |          |

### Jiné formy účasti
Následující páry obdržely divokou kartu do hlavní soutěže:
- Gonzalo Escobar /  Juan Pablo Paz
- Giovanni Lapentti /  Nicolás Lapentti

## Přehled finále

### Mužská dvouhra
- Víctor Estrella Burgos vs.  Paolo Lorenzi, 6–7(2–7), 7–5, 7–6(8–6)

### Mužská čtyřhra
- James Cerretani /  Philipp Oswald vs.  Julio Peralta /  Horacio Zeballos, 6–3, 2–1skreč